# Brotherella nictans
Brotherella nictans là một loài Rêu trong họ Sematophyllaceae. Loài này được (Mitt.) Broth. mô tả khoa học đầu tiên năm 1925.